# Ringvål
Ringvål este o localitate din comuna Trondheim, provincia Sør-Trøndelag, Norvegia, cu o suprafață de 0,18 km² și o populație de 470 locuitori (2013).